# Contea di Gallatin (Montana)
La contea di Gallatin (in inglese Gallatin County) è una contea del Montana, negli Stati Uniti. Il suo capoluogo amministrativo è Bozeman ed è la quinta contea dello Stato in termini di popolazione con i suoi 97 380 abitanti.

## Geografia fisica
La contea occupa un'area di 6816 km² di cui lo 0,99% è coperto d'acqua. Il territorio è aumentato il 7 novembre 1997 quando il Yellowstone National Park non venne più considerato una contea e venne invece suddiviso tra le contee di Gallatin e di Park. Le contee confinanti sono le seguenti:
- contea di Madison - ovest
- contea di Jefferson - nord-ovest
- contea di Broadwater - nord
- contea di Meagher - nord-est
- contea di Park - est
- contea di Park - sud-est
- contea di Teton - sud-est
- contea di Fremont - sud-ovest

## Storia
La contea di Gallatin fu una delle nove contee originarie del Montana e venne creata nel 1864 dalla Legislazione Territoriale.

## Città principali
- Amsterdam-Churchill
- Belgrade
- Big Sky
- Bozeman
- Four Corners
- Manhattan
- Three Forks
- West Yellowstone
- Willow Creek

## Strade principali
- Interstate 90
- U.S. Route 20
- U.S. Route 191
- U.S. Route 287
- Montana Highway 84
- Montana Highway 85
- Montana Highway 86

## Società

### Evoluzione demografica

Situazione demografica

Abitanti censiti

## Educazione e cultura
Scuole pubbliche:
- Montana State University, su montana.edu.
- Bozeman High School, su bozeman.k12.mt.us. URL consultato il 7 aprile 2007 (archiviato dall'url originale il 26 aprile 2007).
- Bridger Alternative High School, su bozeman.k12.mt.us. URL consultato il 7 aprile 2007 (archiviato dall'url originale il 3 maggio 2007).
- Chief Joseph Middle School, su bozeman.k12.mt.us. URL consultato il 7 aprile 2007 (archiviato dall'url originale il 3 maggio 2007).
- Sacajawea Middle School, su bozeman.k12.mt.us. URL consultato il 7 aprile 2007 (archiviato dall'url originale il 26 aprile 2007).
- Emily Dickinson Elementary School, su bozeman.k12.mt.us. URL consultato il 7 aprile 2007 (archiviato dall'url originale il 3 maggio 2007).
- Hawthorne Elementary School, su bozeman.k12.mt.us. URL consultato il 7 aprile 2007 (archiviato dall'url originale il 3 maggio 2007).
- Irving Elementary School, su bozeman.k12.mt.us. URL consultato il 7 aprile 2007 (archiviato dall'url originale il 26 aprile 2007).
- Longfellow Elementary School, su bozeman.k12.mt.us. URL consultato il 7 aprile 2007 (archiviato dall'url originale il 3 maggio 2007).
- Morning Star Elementary School, su bozeman.k12.mt.us. URL consultato il 7 aprile 2007 (archiviato dall'url originale il 28 marzo 2007).
- Whittier Elementary School, su bozeman.k12.mt.us. URL consultato il 7 aprile 2007 (archiviato dall'url originale il 3 maggio 2007).

Scuole private:
- Manhattan Christian School, su manhattanchristian.org.
- International Graduate School of Psychoanalysis, su igsp.org. URL consultato il 7 aprile 2007 (archiviato dall'url originale il 5 febbraio 2006).
- Mount Ellis Academy, su mountellisacademy.org.

Musei:
- Museum of the Rockies, su montana.edu. URL consultato il 7 aprile 2007 (archiviato dall'url originale il 5 aprile 2007).